# Boende
Boende a Kongói Demokratikus Köztársaság városa, az új alkotmány által létrehozott  Tshuapa tartomány fővárosa (a város 2015-ig az Egyenlítői tartomány városa). A város Mbandakától keletre a Tshuapa folyó partján  fekszik. A folyó hajózható, a hajók Mbandakát érintve a fővárosig, Kinshasáig járnak. A városban repülőtér is található, ahonnan Mbandakán keresztül Kinshasába indulnak járatok. A város nemzeti nyelve a lingala.
2008 nyarán a város kórházában a halálos ebola kórt diagnosztizálták, az érintett 4 beteg mindegyike a betegség áldozatául esett.

## A népesség változása
- 1994: 199 569
- 2004: 187 321

## Területi felosztása
- Boluwa
- Djera
- Lofoy
- Wini